# Medalla Alfred Wegener
La Medalla Alfred Wegener (en inglés: Alfred Wegener Medal) es un premio en Ciencias de la Tierra concedido por la Unión Europea de Geociencias, European Geosciences Union (EGU). Lleva el nombre de Alfred Wegener (1880-1930, meteorólogo y geofísico alemán). Hasta 2003, lo concedía la European Union of Geosciences (EUG), que luego se fusionó con la EGU. Se concede por logros destacados en meteorología, oceanografía o hidrología.

## Galardonados
| - 1983: Dan Peter McKenzie, W. Jason Morgan - 1985: Paul Tapponnier - 1987: Keith Runcorn - 1989: John Tuzo Wilson - 1991: Donald L. Turcotte - 1993: Stephan Müller, Manik Talwani - 1995: Edward A. Irving, Aleksey N. Khramov - 1997: Kurt Lambeck, Norman Sleep - 1999: Barbara Romanowicz - 2001: Paul F. Hoffman - 2003: Xavier Le Pichon - 2004: Gérard Mégie - 2005: Georgy Golitsyn - 2006: Lawrence A. Mysak - 2007: Claude F. Boutron | - 2008: Pierre Morel - 2009: Lennart Bengtsson - 2010: Jean-Yves Parlange - 2011: Gerold Wefer - 2012: Michael Ghil - 2013: Edouard Bard - 2014: Eric F. Wood - 2015: Sergej Zilitinkevich - 2016: John P. Burrows - 2017: Murugesu Sivapalan - 2018: Meinrat O. Andreae - 2019: Michael L. Bender - 2020: Ingeborg Levin - 2021: Angela M. Gurnell |